# 前田美咲
前田 美咲（まえだ みさき、1997年〈平成9年〉2月15日 - ）は、兵庫県出身の女性アイドルで、愛乙女☆DOLLのメンバーである。L.u.v、ポンバシwktkメイツ 、 SO.ON project 、 Stella☆Beatsの元メンバー。愛称は「みさき」「前田」

## 略歴
2002年、創叡に所属。
2003年、STSダンススクール 「ミニミニ」「チックス」「Jrダンスチーム」「りさこ＆ジャングルダンサーズ」「クリスタル」ユニット所属。
2009年、STS沖縄アクターズスクール所属。後にNMB48メンバーとなる加藤夕夏は同期に当たる。
2010年、道頓堀と九条を中心に活動するダンス&ボーカルアイドルユニット「OSAKA BB WAVE」に所属。
2011年、ダンス＆ボーカルアイドルユニット「L.u.v」所属。
2012年4月、大阪スクールオブミュージック高等専修学校に進学し、SO.ON projectのメンバーに加入。
2012年9月、大阪日本橋を拠点にするアイドルグループポンバシwktkメイツに加入。2014年3月、ポンバシwktkメイツを卒業。
2014年4月、SO.ON project リーダー就任。
2014年、SO.ON project 広報委員就任。
2015年3月、大阪スクールオブミュージック高等専修学校、SO.ONprojectを卒業。
2016年2月13日、上京。アイドルグループStella☆Beatsに加入。2019年7月5日、アイドルグループStella☆Beatsを卒業。
2019年7月29日、アイドルグループ愛乙女☆DOLLに加入。2022年9月30日、アイドルグループ愛乙女☆DOLLを2023年3月を目処に卒業を発表。2023年3月26日、ヒューリックホール東京で行われたライブをもって、愛乙女☆DOLLを卒業した。

## 人物
- 妹は、元・Be My Baby、現・風和里のメンバーである前田好美。2018年2月18日の生誕祭では姉妹共演も果たしている[注 1]。
- 趣味は、お買いもの、カフェ巡り、メイク研究。特技はDance、前髪作り。[8]

## 出演

### 舞台
- 骨髄移植推進キャンペーンミュージカル「明日への扉」 （2013年9月、NHK大阪ホール）真弓 役
- 「ハローキティのあそぼうBRAVO!」家族で「ハローキティ」を楽しめるリトミック的ミュージカル（2015年8月、YES THEATER） 4姉妹 いちこ 役
- アリスインプロジェクト「魔銃ドナーKIX」 - 主演 御船彼岸子 役[9][10]
  - 大阪公演（2015年11月18日 - 22日、インディペンデントシアター2nd）
  - 和歌山公演（2015年11月28日・29日、和歌山マリーナシティ Fun×Fam劇場）
- Studio K'z「正典・まなつの銀河に雪のふるほし[11]」（2023年9月13日 - 18日、池袋・シアターKASSAI） - 木更奏 役
- Studio K'z「みちこのみたせかい[12]」（2023年11月1日 - 5日、池袋・シアターKASSAI） - 織部絹江 役

### ラジオ
- アイドルジェネレーション（ラジオNIKKEI）